# 珊礁裸胸鱔
珊礁裸胸鱔，又稱珊礁裸胸鯙，為輻鰭魚綱鰻鱺目鯙亞目鯙科的其中一種，分布於西南太平洋澳洲南部及紐西蘭海域，體長可達91.4公分，為底棲性魚類，屬肉食性，以螃蟹及魚類為食，可作為觀賞魚。

## 擴展閱讀
維基物種上的相關：珊礁裸胸鱔